# László Roth
László Roth sau Ladislau Roth (uneori Laslo Rooth, în ebraică: לסלו רוט sau לאסלו רוט, născut în 4 iulie, 1920 la Satu Mare) este un dirijor israelian de orchestră și cor, compozitor și adaptator, originar din România.
A fost dirijor, apoi prim-dirijor al Operei din Timișoara, în Israel dirijor al Orchestrei simfonice radio din Ierusalim, al Corului de cameră din Tel Aviv, al Corului Tzadikov, director muzical al Ansamblului israelian de folclor „Anahnu Kan”. Ladislau Roth a compus adaptări muzicale pentru numeroase spectacole și discuri.

## Viața și activitatea muzicală

### Anii de tinerețe
László Roth s-a născut 1920 într-o familie de evrei la Satu Mare, la scurt timp după unirea Transilvaniei cu Regatul României în 1918. În 1931 familia s-a mutat la Timișoara unde tatăl a condus un magazin pe strada Mercy și o mică fabrică de marochinărie. În 1940, vizitând o verisoară la Satu Mare, Roth a rămas în zona Transilvaniei care a fost reanexată la Ungaria în urma Dictatului de la Viena. Familia s-a reunit apoi la Oradea. În 1944, în timpul Holocaustului evreilor de pe teritoriile din nordul Transilvaniei ce fuseseră realipite la Ungaria în virtutea Dictatului de la Viena, el și el și familia sa au fost deportați din Oradea la Auschwitz de  naziști și  guvernul colaboraționist maghiar. Mama sa a fost ucisă imediat la sosirea în lagăr. Roth împreună cu tatăl lui au fost transferați în lagăre de muncă forțată din Austria, la Melk și Ebensee, care țineau de lagărul de concentrare Mauthausen. Amândoi au supraviețuit, fiind eliberați la Ebensee de către armata americană.  
După eliberare, Roth și-a reluat și a absolvit studiul de compoziție, orchestrație și dirijat la Academia de muzică „Ferenc Liszt” din Budapesta.

### Activitatea în România
Întors în România, László Roth s-a stabilit la Timișoara, fiind angajat în 1947 co-repetitor la Opera de Stat din Timișoara, de curând înființată, iar în 1948 și-a făcut debutul ca dirijor în spectacole de balet ale Operei și a participat la un turneu al acesteia în Bulgaria, Iugoslavia și Albania.  In continuare el a fost directorul muzical al Ansamblului muncitoresc de cântece și dansuri „Flacăra” , iar în anul 1949 a fost numit oficial dirijor la Opera din Timișoara.
În același an Filarmonica Banatul din Timișoara a interpretat în premieră compoziția sa, „Două dansuri românești 
”, sub bagheta lui Mircea Popa. În anul 1953 Roth a fost numit prim-dirijor al Operei Române din Timișoara, funcție pe care a îndeplinit-o până în anul 1958, când a fost concediat în urma depunerii cererii de emigrare în Israel. În perioada 1953-1958 el a dirijat  734 spectacole, printre care 35 de opere, operete și balete.
În acea perioadă a compus, printre alte, un Divertimento pentru orchestră (1951), o uvertură pentru tineret (1953), o Pastorală pe o temă de la munte.

### După emigrarea în Israel
Autoritățile comuniste i-au permis să plece definitiv din România în anul 1960. Roth s-a stabilit în Israel în orașul Bat Yam, la sud de Tel Aviv-Yafo. În curând a fost angajat ca dirijor al Corului de cameră din Tel Aviv, apoi a dirijat Orchestra Simfonică Radio din Ierusalim, Corul și Orchestra de estradă a Radiodifuziunii israeliene (Kol Israel, adică „Vocea Israelului”) de asemenea din Ierusalim.
În anul 1965 el a devenit dirijorul Corului „Tzadikov” din Jaffa, post pe care l-a ocupat până la finele anilor 1970.
Roth a făcut parte din juriul emisiunii de concurs muzical radio  „Tessuot rishonot”  („Cele dintâi aplauze”). De asemenea a predat arta dirijatului la Academia de muzică și balet din Ierusalim. Printre studenții săi s-a numărat compozitoarea Nurit Hirsh.
László Roth a dirijat la „Festivalul cântecului și șlagărului israelian” în anul 1969, prima ediție transmisă pe micul ecran. De asemenea a dirijat spectacole de opera la Opera din Tel Aviv, „Voevodul țiganilor” de Johann Strauss fiul (1971) și premiera israeliană a operei „Aida” de Verdi în anul 1972. În 1963 Roth a dirijat un concert al Filarmonicii israeliene din Tel Aviv, iar in 1965 s-a aflat la pupitrul Orchestrei „Scarlatti” din Neapole.
În anii 1970 el a fost numit dirijor al ansamblului israelian de folclor „Anahnu Kan” („Noi suntem aici”), compus din evrei noi imigranți din Uniunea Sovietică. La sfarsitul anilor 1970 Roth a fost consilier muzical al Orchestrei orașului Netanya.  
De-a lungul anilor Roth a compus adaptări muzicale pentru spectacole de teatru și revistă și pentru albumele unor cântăreți de muzica ușoară, ca Maor Cohen (Pirhey Ha'ra - „Florile răului” pe versuri de Baudelaire, și „Hahofesh Hagadol” - „Vacanța mare”) al căror producător muzical a fost nepotul său, Peter Roth. A făcut orchestrații pentru Placido Domingo, Barbara Streisand, printre alții; orchestrații de muzică liturgică pentru Yuval Orchestra; pentru cantorul Meir Helfgott.
Fiul său, Paul Roth, ghitarist, a cântat în anii 1960 în Ansamblul muzical al Comandamentului de nord al armatei israeliene, iar nepotul său, Peter Roth, este un cunoscut cântăreț, ghitarist, compozitor și adaptator în domeniul muzicii pop și rock. din Israel.

### Peste hotare
În anii 1967-1968 László Roth a dirijat în Africa de Sud, în anul 1968 a colaborat cu Radiodifuziunea daneză la Copenhaga, îar în anul 1970 a dirijat o stagiune la „Landestheater” din Salzburg. Timp de 10 ani și 3 luni a fost dirijor la Opera din Mexic. În anii 1985 și 1987 a lucrat ca dirijor în Statele Unite. 
După căderea regimului comunist în România în 1989, a dirijat spectacole și concerte la Opera Națională Română din Timișoara, la Brașov, Arad, București, și la Filarmonica Dinu Lipatti din Satu Mare.

## Premii și onoruri
- 3 august 2022 - Ordinul Steaua României